# Solar Twins
Solar Twins was een Britse triphop- en drum-and-bass-groep, die actief was vanuit Hollywood. De formatie bestond maar kort en bracht slechts een album voort. David Norland groeide echter uit tot een succesvol producer voor filmmuziek en muziek bij Amerikaanse televisieprogramma's.

## Geschiedenis
Norland en Stevens ontmoeten elkaar in de late jaren negentig. Ze krijgen een relatie en beginnen ook een muzikaal avontuur. In 1996 begint dat met de formatie 991 tales, waarmee ze in eigen beheer het album Good For You, Good For Me uitbrengen. Daarna proberen ze hun geluk uit in Hollywood door daar in clubs op te treden onder de naam Luxe. Na een goede avond in club The Viper komen ze in contact met Guy Oseary, manager bij het label Maverick Records van Madonna. Daar tekenen ze uiteindelijk een contract. De naam moeten ze echter veranderen, omdat Luxe al in gebruik is door een andere band, die een exorbitante prijs vraagt voor het gebruik ervan. Daar verschijnt in september van 1999 het debuutalbum met daarop radiovriendelijke drum and bass en triphop. Op het album is veel aandacht voor het artwork. De eerste single is een cover van Rock The Casbah van The Clash, die ze al in hun tijd als Luxe maakten. De groep heeft echter pech dat net op dat moment het nummer Will 2k van Will Smith uitkomt, dat de hit van The Clash samplet. Hierdoor wordt de versie van Solar Twins niet meer gedraaid. Wel verschijnen er nog tracks op de soundtracks van The Next Best Thing en Brokedown Palace. Het platenlabel zegt daarna de samenwerking op en kies om verder te gaan met de vergelijkbare groep Olive. In 2001 maken ze nog een remix van het nummer Green Tomatoes van 45 Dip. De groep is dan begonnen aan een tweede album. Problemen met het vinden van een nieuw label en de verbroken relatie van het duo zorgen dat dit er nooit komt.
Norland en Stevens hebben daarna nog wel soloactiviteiten. Joanna zingt nummers van andere acts in zoals Delerium, Conjure One, Paradise Lost en Sleepthief. Norland weet zich in de kijker te spelen als producer voor televisieprogramma's. Hij maakt onder andere de soundtrack voor de documentaire Anvil:!The Story of Anvil (2008) van de band Anvil. Ook werkt hij mee aan Hitchcock (2012), November Criminals (2017) en My Dinner With Herve (2018). In 2019 laat Norland weer als artiest van zich horen met het album Glam Tear Stain, waarop hij een mix van ambient en klassieke muziek brengt.

## Discografie

### Albums
- Solar Twins (1999)